# Петушиный завтрак
Петушиный завтрак (словен. Petelinji zajtrk) — словенский драматический фильм 2007 года, снятый по роману Фери Лаиншека. Считается наиболее успешным словенским фильмом всех времён и третьим среди наиболее кассовых фильмов Словении после «Титаника» и «Трои».

## Сюжет
Действие разворачивается в Мурской долине недалеко от местечка Горня-Радгона. Давид «Джуро» Славинец был недавно уволен с работы, однако его бывший начальник подыскал ему место — магазин автозапчастей, которым владеет помощник начальника, Пишти Гаяш. Гаяш — опытный, но наивный местный автомеханик, чьим жизненным кредо стала фраза «Раньше было лучше». К нему часто приходят друзья поиграть в карты или обсудить последние известия. Особенно часто к Гаяшу наведывается местный криминальный авторитет Цвето «Лепеш» Вуксанович, владелец ночного клуба. Гаяш постоянно чинит ему машину, но Лепец находит причину не оплачивать работу деньгами и предпочитая оказывать всякие мелочные услуги Гаяшу и его друзьям.
Однажды Джуро встречает Броню, жену Лепца, которая приводит машину в ремонт. В другой день она просит Джуро отвести её в Австрию за лекарствами для друга, и вскоре они начинают встречаться. Броня сознаётся, что муж словно отстранился от неё после рождения дочери, и она вынуждена покупать антидепрессанты. Между Джуро и Броней вспыхивают любовные чувства, о которых узнаёт Гаяш, но не рассказывает об этом Лепцу. Впрочем, когда Лепец обнаруживает зажигалку, которую оставил случайно Джуро в его спальне, подозрения всё-таки появляются.
Гаяш мечтает переспать с хорватской певицей Севериной, которая приезжает на гастроли. И как только Лепец опять пригоняет разбитую машину, Гаяш напоминает Лепцу, что тот ему ещё кое-что должен. Лепец соглашается выплатить деньгами и обещает устроить ужин Гаяша и Северины. В тот же вечер Северина приходит на ужин к Гаяшу, а утром Гаяш хвастается, что у него был «петушиный завтрак» (то есть утренний секс) с Севериной. Джуро же обрывает его, поясняя, что это была всего лишь путана, похожая внешне на Северину. Неожиданно появляется Лепец, который обнаруживает ожерелье, которое Джуро получил от Брони, и узнаёт правду об отношениях своей жены на стороне. Завязывается ссора, которая вот-вот перерастёт в драку, но Гаяш выхватывает пистолет и стреляет в Лепца прежде, чем тот изобьёт Джуро.
Джуро обещает сидящему в тюрьме Гаяшу, что позаботится о его магазине, и воссоединяется с Броней и её дочерью.

## В ролях
- Примож Безяк — Давид «Джуро» Славинец
- Владо Новак[словен.] — Пишти Гаяш
- Пия Землич[словен.] — Броня Вуксанович
- Дарио Варга — Цвето «Лепец» Вуксанович
- Янез Шкоф[словен.] — Юре Цекута
- Давор Янич[англ.] — Райко «Роки» Малачич
- Милош Баттелино — Игор Павлица
- Матия Розман — Виктор «Зобар» Бродник
- Боян Эмершич — Радмилович
- Северина Вучкович — камео

## Премии
Фильм завоевал пять премий на 10-м Словенском кинофестивале, в 2009 году был номинирован на премию «Оскар» в категории фильмов на иностранном языке.
- 2007: Лучший фильм по версии зрителей (10-й Словенский кинофестиваль)
- 2007: Лучшая режиссёрская работа (10-й Словенский кинофестиваль)
- 2007: Лучший сценарий (10-й Словенский кинофестиваль)
- 2007: Премия журнала Stop (10-й Словенский кинофестиваль)
- 2007: Премия «Виктор» за особые достижения
- 2009: Премия «Золотая птица»
- 2009: Приз критиков на 4-м кинофестивале фильмов Юго-Восточной Европы «Кино без границ» (Лос-Анджелес)